# Nakkila
Nakkila est une municipalité du sud-ouest de la Finlande, dans la province de Finlande-Occidentale et la région du Satakunta.

## Géographie
Elle se situe à juste 18 km de la capitale régionale Pori à laquelle elle est reliée via la nationale 2. La commune est également traversée par la rivière Kokemäenjoki, réputée pour ses possibilités de pêche à la Lamproie.
Les communes limitrophes sont Harjavalta au sud-est, Kiukainen au sud, Eurajoki au sud-ouest, Luvia à l'ouest, Pori au nord-ouest et Ulvila au nord.

## Histoire
Les plus anciennes traces d'habitation datent de l'âge du bronze. La paroisse n'est fondée qu'en 1861 lorsqu'elle se sépare d'Ulvila.
La commune est connue pour son église fonctionnaliste.
Ses studios de cinéma, parmi les plus importants de Finlande, situés au manoir de Villilä.
Ces studios valent parfois à la commune le surnom ironique de "Hollywood finlandais".

## Démographie
Depuis 1980, l'évolution démographique de Nakkila est la suivante,:
| Année      | 1980  | 1985  | 1990  | 1995  | 2000  | 2005  | 2010  | 2017  |
| ---------- | ----- | ----- | ----- | ----- | ----- | ----- | ----- | ----- |
| population | 6 248 | 6 445 | 6 396 | 6 186 | 6 094 | 5 832 | 5 788 | 5 528 |

## Galerie

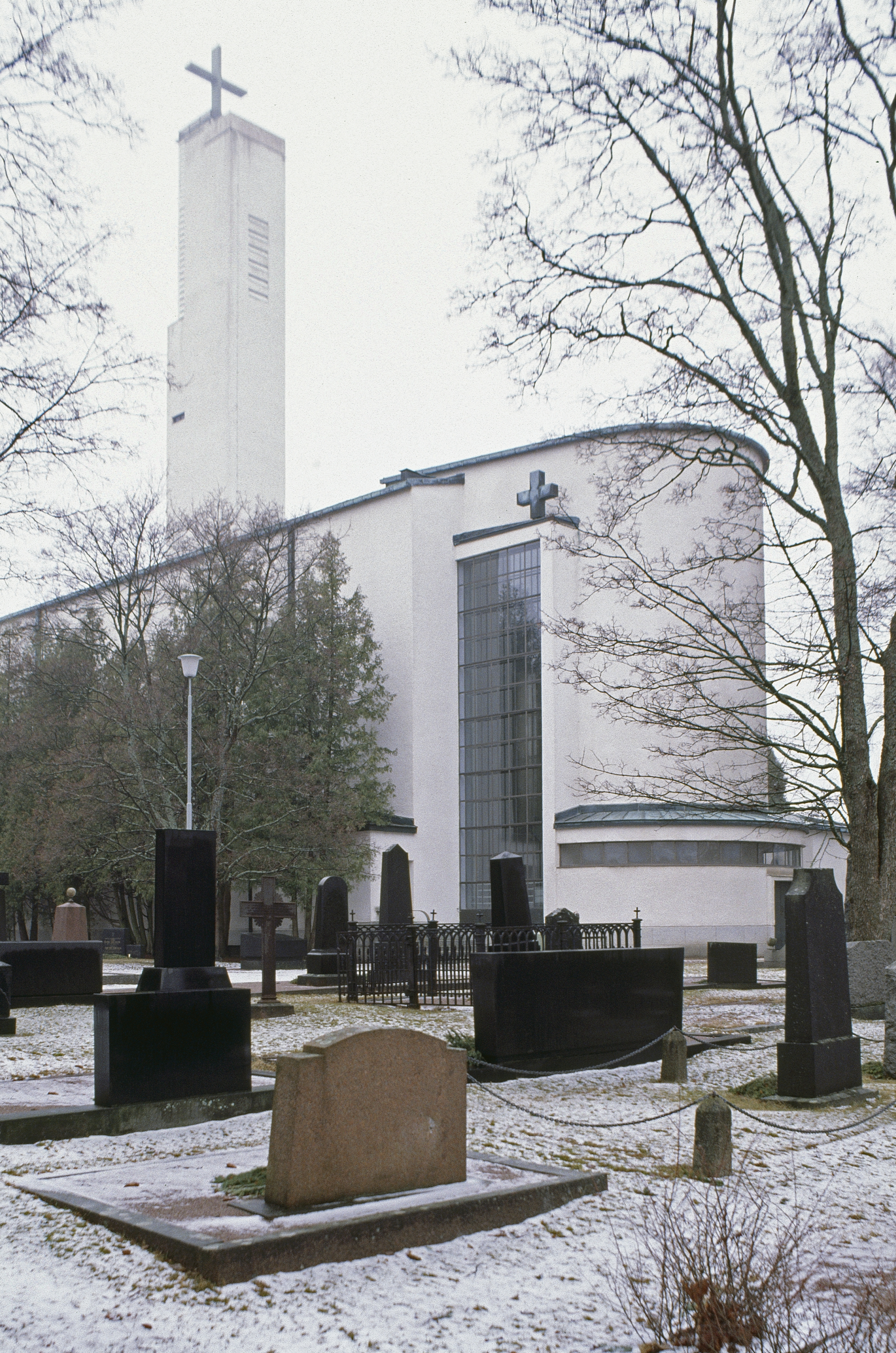
Église de Nakkila.
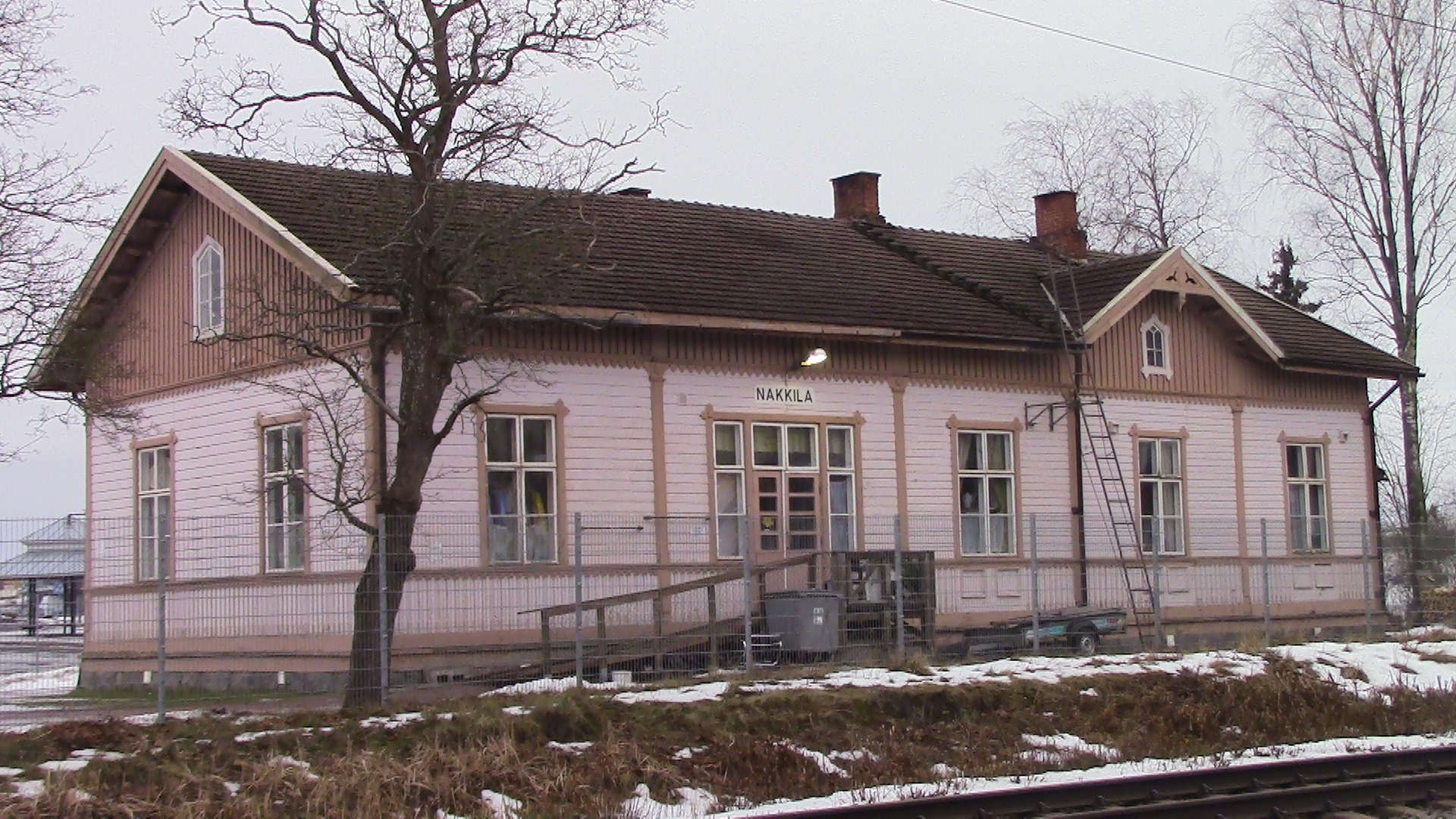
Gare de Nakkila.
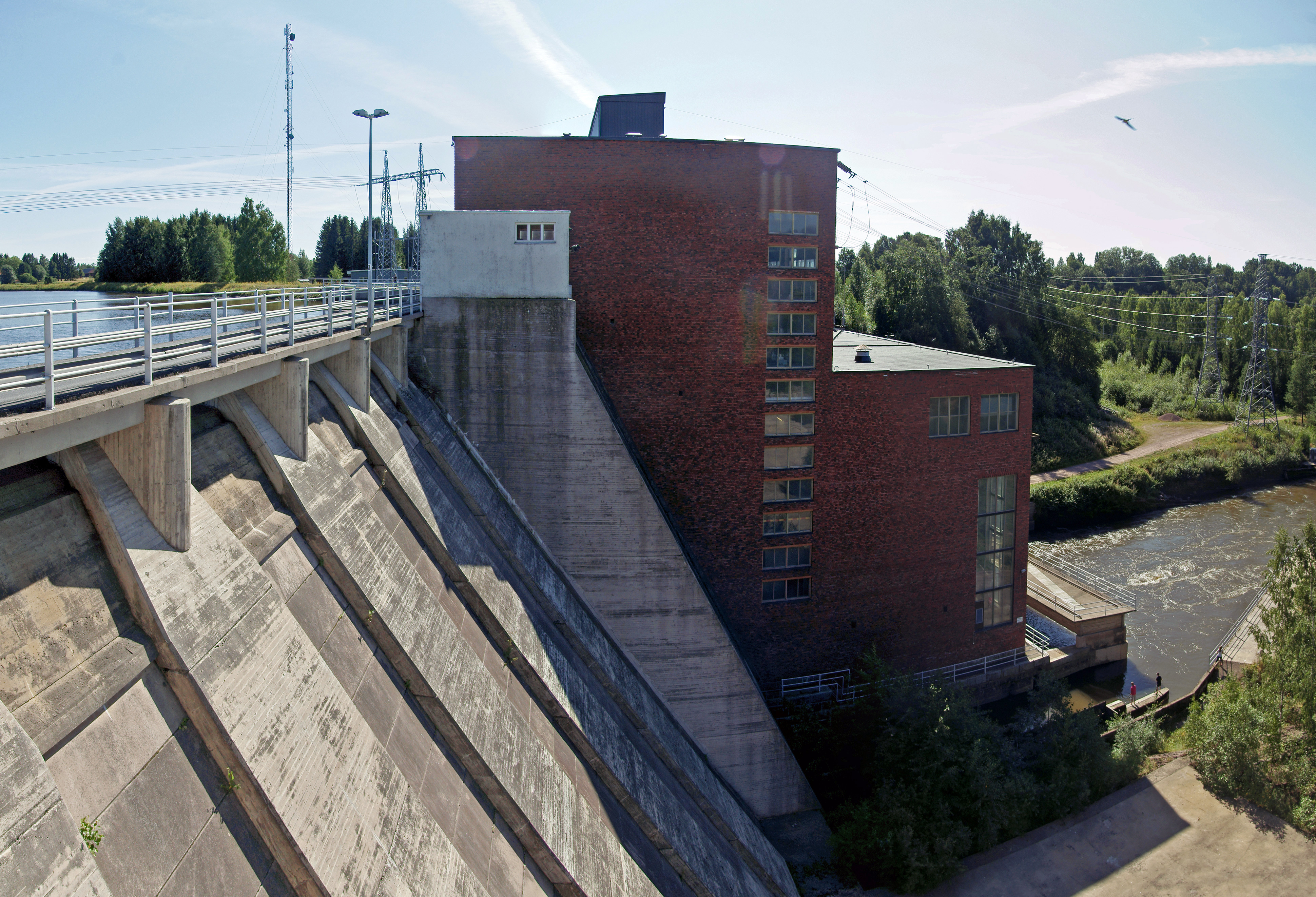
Centrale hydroélectrique d'Harjavalta.
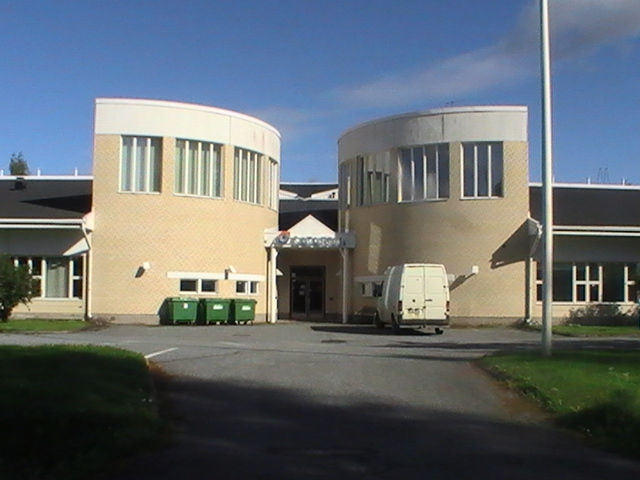
École professionnelle Sataedu.
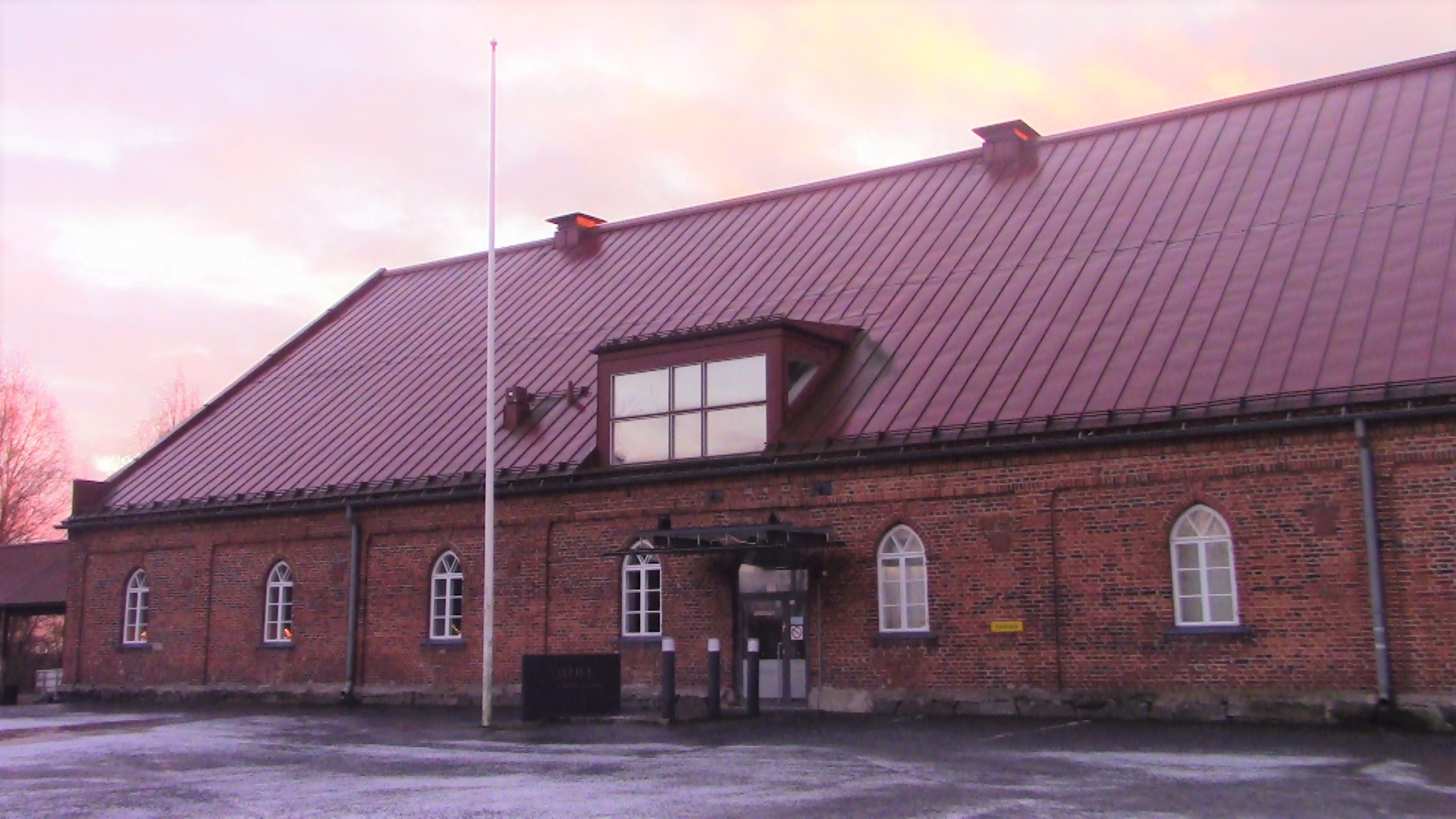
Studios de Villilä.